# الإعاقة في الدنمارك
حتى عام 2011، بلغت نسبة الأشخاص الذين يعانون من إعاقات تؤثر على الأنشطة الأساسية في الدنمارك نحو 15.1%، بينما وصلت نسبة ذوي الإعاقات المرتبطة بالتوظيف إلى 16.9% من إجمالي السكان.

## السياسات والتشريعات
وقّعت الدنمارك على اتفاقية حقوق الأشخاص ذوي الإعاقة التابعة للأمم المتحدة، بالإضافة إلى البروتوكول الاختياري المرافق لها، في ديسمبر 2006، وصادقت عليهما رسميًا في يوليو 2009.

## التوظيف
تعتمد الدنمارك على نموذج سوق عمل شمولي من خلال مجموعة من البرامج التي تهدف إلى دمج ذوي الإعاقة في سوق العمل. من أبرز هذه المبادرات برنامج "الوظائف المرنة" (Flex Job) الذي أُطلق عام 1998، ويتيح لأصحاب العمل توظيف أشخاص ذوي قدرة عمل محدودة، على أن تُسدَّد الفروقات المالية من قبل الحكومة لضمان حصولهم على الحد الأدنى من الأجور.
كما تشمل السياسات الأخرى برامج مثل "كاسر الجليد" (Ice Breaker) وبرنامج سكونه Skaane، والتي ساهمت في زيادة نسبة مشاركة ذوي الإعاقة في سوق العمل منذ أواخر التسعينيات.
على خلاف العديد من الدول الأوروبية، لا تعتمد الدنمارك على نظام الحصص لتوظيف ذوي الإعاقة، إذ تعتبر أن هذا النوع من السياسات يُصنّف الأشخاص ذوي الإعاقة بشكل منفصل. وبدلاً من ذلك، تتبنى الدولة نهجًا قائمًا على الشمول والمشاركة النشطة في سوق العمل.
رغم أن معدل توظيف ذوي الإعاقة في الدنمارك يتجاوز المتوسط المسجّل في دول منظمة التعاون الاقتصادي والتنمية (OECD) بنسبة بلغت 52%، فإن عدد الحاصلين على معاشات الإعاقة لا يزال مرتفعًا، كما أن نسبة ذوي الإعاقة الذين يعيشون في فقر تبلغ نحو 24.8%، وهي أعلى من متوسط المنظمة.

## النشاط المجتمعي
تُعد منظمة النقابات الدنماركية لذوي الإعاقة – Danske Handicaporganisationer من أبرز الجهات التي تمثّل مصالح الأشخاص ذوي الإعاقة وتدافع عن حقوقهم في البلاد.

## الثقافة والأنشطة

### الفنون
يُقام في الدنمارك مهرجان موسيقى سولند (Sølund Music Festival)، وهو مهرجان موسيقي مخصص للأشخاص ذوي الإعاقة.